# Tieta (telenovela)
Tieta è una telenovela brasiliana in 191 episodi da 45 minuti ciascuno. Si tratta di una produzione di TV Globo, che l'ha mandata in onda per la prima volta dal 14 agosto 1989 al 31 marzo 1990, facendo registrare in Brasile ascolti tra i maggiori di sempre.
Tratta dal romanzo Vita e miracoli di Tieta d'Agreste di Jorge Amado , è diretta da Paulo Ubiratan con la collaborazione di Reynaldo Boury, Ricardo Waddington e Luiz Fernando Carvalho. L'omonima protagonista della serie è interpretata da Betty Faria.
Risulta inedita in Italia.